# Pseudopaludicola canga
Pseudopaludicola canga é uma espécie de anfíbio  da família dos leptodactilídeos (Leptodactylidae). Foi descrita em 2003 por Ariovaldo A. Giaretta e Marcelo Nogueira de Carvalho Kokubum em um artigo da Zootaxa. É endêmica do estado do Pará, no Brasil.

## Ecologia
Pseudopaludicola canga é conhecida apenas da localidade tipo na Serra dos Carajás, no município de Marabá, no estado do Pará, Brasil. As tentativas de mapear sua distribuição mostram a área geral da Serra dos Carajás, da qual se acredita que esta espécie seja endêmica. Os seus habitats naturais são: campos de gramíneas de baixa altitude subtropicais ou tropicais sazonalmente húmidos ou inundados, marismas de água doce e marismas intermitentes de água doce. Presume-se que se reproduza em um ou em ambos os viveiros permanentes ou temporários e que tenha uma estratégia de reprodução de desenvolvimento larval. É oportunista e utiliza qualquer precipitação, ainda que fora da estação chuvosa, para iniciar seu ciclo reprodutivo, o que o difere das demais espécies de seu gênero.

## Conservação
Das espécies do gênero Pseudopaludicola, P. canga é o mais raro em termos de distribuição geográfica. Desde os anos 1980, a Serra dos Carajás é explorada para extração de minérios, o que pode colocar em risco sua conservação. Não há quaisquer estudos aprofundados com relação à sua situação atual, com a União Internacional para a Conservação da Natureza (UICN / IUCN) o classificando com a rubrica de "dados insuficientes". Em 2013, o estudo realizado pelo Departamento de Ecologia e Zoologia da Universidade Federal de Santa Catarina sugeriu a manutenção de lagos naturais para a preservação de seu ciclo reprodutivo e a abertura de outros que sirvam de auxílio inicial para recomposição de populações em áreas que não ofereçam refúgio. Em 2007, Pseudopaludicola canga foi classificada como em perigo na Lista de espécies de flora e fauna ameaçadas de extinção do Estado do Pará; e em 2018, como pouco preocupante no Livro Vermelho da Fauna Brasileira Ameaçada de Extinção do Instituto Chico Mendes de Conservação da Biodiversidade (ICMBio).